# Татьяновка (Харьковская область)
Татьяновка (укр. Тетянівка; с 1-й пол. XIX в. до 1910 — хутор Николаевский, с 1910 по 1926 — Шадакиревка) — село, 
Гетмановский сельский совет,
Шевченковский район,
Харьковская область.
Код КОАТУУ — 6325784506. Население по переписи 2001 года составляет 112 (51/61 м/ж) человек.

## Географическое положение
Село Татьяновка находится в 2-х км от левого берега реки Великий Бурлук.
На расстоянии в 1 км расположены сёла Мостовое и Гетмановка.
На расстоянии в 1,5 км проходит автомобильная дорога Р-07.

## История
- Первая половина XIX в. — дата основания как хутор Николаевский.
- 1910 — переименовано в село Шадакиревка.
- 1926 — переименовано в село Татьяновка.